# Brachyphymus siloana
Brachyphymus siloana is een rechtvleugelig insect uit de familie veldsprinkhanen (Acrididae). De wetenschappelijke naam van deze soort is voor het eerst geldig gepubliceerd in 1994 door Willemse.
1. ↑  (en) Brachyphymus siloana op de IUCN Red List of Threatened Species.